# 1,3-アダマンタンジオール
| 1,3-アダマンタンジオール                   | 1,3-アダマンタンジオール              |
| ------------------------------------------ | ------------------------------------- |
| 1,3-アダマンタンジオールのスティックモデル |                                       |
| IUPAC名                                    | 1,3-アダマンタンジオール（許容慣用名) |
| 別名                                       | 1,3-ジヒドロキシアダマンタン          |
| 分子式                                     | C10H16O2                              |
| 分子量                                     | 168.24                                |
| CAS登録番号                                | 5001-18-3                             |
| 形状                                       | 無色固体                              |
| SMILES                                     | OC13CC2CC(C1)CC(O)(C2)C3              |

1,3-アダマンタンジオール (1,3-adamantanediol) は有機化合物の一種で、アダマンタンの3級C-H結合の2つがアルコール (C-OH) に置き換わったものである。

## 用途
フォトレジストの原料として重要である。またポリカーボネート等ジオールをモノマーとして用いるポリマーの一部を本化合物で置換することにより、高耐熱性などが得られる。

## 合成
1-アダマンタノールと同様の合成法により得られる。選択性は反応剤の量や反応時間などによって制御可能なものの、主に1-アダマンタノール、1,3,5-アダマンタントリオール、2-アダマンタノンが副生する。